# Barendorf
Barendorf est une commune allemande de l'arrondissement de Lunebourg, Land de Basse-Saxe.

## Géographie
Barendorf se situe à l'ouest du parc naturel d'Elbhöhen-Wendland, dans le Geest de la lande de Lunebourg, le long du canal latéral de l'Elbe.
| Lunebourg      |           | Reinstorf |
|                | Barendorf |           |
| Wendisch Evern |           | Vastorf   |

La Bundesstraße 216 passe par la commune.

## Histoire
La première habitation du territoire de Barendorf est des Langobards à l'âge du bronze.
Barendorf est mentionné pour la première fois en 1158 sous le nom de "Bardenthorpe", dans le cadre d'un don de Henri XII de Bavière à l'évêché de Ratzebourg (en).
Barendorf est victime de nombreux pillages des armées de la guerre de Trente Ans entre 1637 et 1639, les habitants désertent le village et vivent dans le bois.
Pendant la guerre de Sept Ans, Lünebourg et ses environs sont occupés par les Français de 1757 à 1759.

## Personnalités liées à la commune
- Cordt von Brandis (1888-1972), commandant de corps franc.

## Source de la traduction
- (de) Cet article est partiellement ou en totalité issu de l’article de Wikipédia en allemand intitulé « Barendorf » (voir la liste des auteurs).